# Borek (Kelet-prágai járás)
Borek település Csehországban, a Kelet-prágai járásban. Borek Brandýs nad Labem-Stará Boleslav, Záryby, Lhota és Křenek településekkel határos. Lakosainak száma 312 fő (2024. január 1.).

## Népesség
A település lakosságának változását az alábbi diagram mutatja:
| Lakosok száma | 125  | 132  | 147  | 158  | 181  | 169  | 314  | 320  | 311  | 312  |
|               | 1869 | 1890 | 1921 | 1950 | 1980 | 2001 | 2017 | 2019 | 2022 | 2024 |